# オープン・ザ・ハスキーゲート王座
オープン・ザ・ハスキーゲート王座は、DRAGONGATEが管理、認定していた王座。

## 歴史
2015年4月6日、DRAGONGATE ARENA大会で試合終了後に行われた勝敗とは別に、どちらの声がハスキーか観客の判定で勝利したしゃちほこBOYが初代王者になった（試合はBOYの勝利）。

## 歴代チャンピオン
| 歴代 | チャンピオン  | 防衛回数 | 日付         | 場所             |
| ---- | ------------- | -------- | ------------ | ---------------- |
| 初代 | しゃちほこBOY | 0        | 2015年4月6日 | DRAGONGATE ARENA |